# Пахапан хрештак

Пахапан хрештак — у вірменській міфології — ангел-охоронець.
Відповідно до одного варіанту переказів, два пахапан хрештаки супроводжували людину з моменту її народження. Один охороняв душу, а другий — тіло людини. За іншими варіантами, людину супроводжував один пахапан хрештак — добрий ангел, який сидів на її правому плечі. Він записував добрі вчинки людини і спонукав її на добрі справи.
Антиподом пахапан хрештака в цьому випадку був злий ангел, що сидів на лівому плечі, який фіксував вчинки людини і штовхав її на зло. Іноді пахапан хрештак ототожнювався з ангелом смерті (Хогеар). Вважалося, що в потойбічному світі він вів душу померлого на суд.